# Divock Origi
Divock Okoth Origi, född den 18 april 1995 i Oostende, är en belgisk fotbollsspelare (anfallare) som spelar för Nottingham Forest FC i Premier League, på lån från AC Milan. Han är son till Mike Origi, en före detta fotbollsspelare som representerade Kenyas landslag.

## Klubbkarriär
Origi började sin fotbollskarriär i Genks ungdomsakademi, men skrev i maj 2010 på för Lille. Den 2 februari 2013 gjorde han mål i sin tävlingsdebut för Lille i en hemmamatch mot Troyes. Han byttes in i den 68:e minuten mot Ronny Rodelin och kvitterade sex minuter senare till slutresultatet 1–1.
Den 29 juli 2014 meddelade Premier League-klubben Liverpool att de hade avslutat en affär värd 10 miljoner pund för Origi som tecknat ett femårigt avtal med Liverpool, men som en del i avtalet lånades direkt tillbaka till Lille för säsongen 2014/15.
Den 5 juli 2022 värvades Origi på fri transfer av AC Milan, där han skrev på ett fyraårskontrakt.

## Internationell karriär
Origi debuterade för Belgiens landslag den 26 maj 2014 mot Luxemburg, när han i den 61:a minuten byttes in mot Romelu Lukaku. I matchen mot Ryssland gjorde han det avgörande målet i åttioåttonde minuten, vilket även var hans första landslagsmål.

## Meriter

### Liverpool
- Premier League: 2019/2020
- UEFA Champions League: 2018/2019
- FA-cupen: 2021/2022
- Engelska Ligacupen: 2021/2022
- UEFA Super Cup: 2019
- VM för klubblag: 2019

## Karriärstatistik
Korrekt per den 8 oktober 2020.
| Landslag | År     | Matcher | Mål |
| -------- | ------ | ------- | --- |
| Belgien  | 2014   | 13      | 3   |
| Belgien  | 2015   | 4       | 0   |
| Belgien  | 2016   | 6       | 0   |
| Belgien  | 2017   | 2       | 0   |
| Belgien  | 2018   | 1       | 0   |
| Belgien  | 2019   | 3       | 0   |
| Belgien  | Totalt | 29      | 3   |